# Route 705 (Nouveau-Brunswick)
Pour les articles homonymes, voir Route 705.
La route 705 est une route locale du Nouveau-Brunswick située dans le sud-est de la province, au sud de Cambridge-Narrows, une trentaine de cinquantaine de kilomètres au nord de Saint Jean. Elle suit le fleuve Saint-Jean, ainsi que le lac Washademoak. De plus, elle mesure 31 kilomètres, et est pavée sur toute sa longueur.

## Tracé
La 705 débute près de Kars, sur la route 124. Elle courbe ensuite vers l'ouest pour rejoindre Beulah en étant parallèle à la route 124. Elle se dirige ensuite vers le nord en suivant le fleuve Saint-Jean, jusqu'à MacDonalds Point, où elle bifurque vers l'est pour rejoindre Shannon, et pour suivre ainsi le lac Washademoak. Elle se termine à Henderson Corner, sur la route 710, 15 kilomètres au sud de Cambridge-Narrows. 

## Intersections principales
| route 705       |                      |     |                                                         |                          |
| Comté           | Location             | km  | Intersection/Destinations                               | Notes                    |
| Comté de Kings  | Kars                 | 0   | R-124, Springfield, Evandale                            | extrémité sud de la 705  |
| Comté de Queens | Wickham              | ~12 | Chemin Wickham Beld Hill est, London Settlement, Beulah |                          |
| Comté de Queens | Henderson Settlement | 31  | R-710, Hatfield Point, Cambridge-Narrows                | extrémité nord de la 705 |